# Libertà di stampa
La libertà di stampa consiste nella libertà di espressione e comunicazione attraverso i mezzi di comunicazione.
Si tratta di un diritto sancito anche dalla Dichiarazione universale dei diritti umani, che ogni Stato di diritto dovrebbe garantire ai cittadini ed alle loro associazioni, per assicurare la conseguente esistenza della libertà di parola e della libertà di opinione.
Il diritto di libera stampa comprende tutti i canali di informazione (giornali, radio, televisioni, provider internet,  agenzie di giornalismo), e si estende al diritto all'accesso ed alla raccolta d'informazioni (nonché alle procedure volte ad ottenere informazioni da comunicare al pubblico).
In molti Paesi il diritto di libertà di stampa è sancito dalle rispettive costituzioni, così come nella Carta dei diritti fondamentali dell'Unione europea, che riconosce la "libertà di espressione e d'informazione" (art.I-21). In altri paesi, come Regno Unito, Irlanda, Australia e Canada, la libertà di stampa viene efficacemente rispettata in base al diritto consuetudinario (common law).
Rispetto all'accesso alle informazioni da esso possedute, un qualsiasi governo può decidere (in base alla costituzione ed alle leggi ordinarie o speciali inserite emanate dal legislatore) di non permettere la pubblica conoscenza di taluni documenti, adducendo motivi di protezione dell'interesse nazionale e della sicurezza nazionale. Tali documenti sono sottratti alla stampa ed al pubblico dei ricercatori in genere. La legge definisce i limiti e le prerogative del concetto di "interesse nazionale".

## Principi base e criteri d'analisi
Negli Stati di diritto, il principio di libertà di stampa implica che tutte le persone debbano avere il diritto di esprimersi tramite lo scritto o qualsiasi altro modo di espressione delle opinioni personali. La dichiarazione universale dei diritti dell'uomo lo afferma chiaramente: 
(Dichiarazione universale dei diritti umani)
Questi principi vengono in genere accompagnati da una legislazione che assicura vari gradi di libertà di parola, che comprendono pubblicazione, stampa, editoria e ricerca scientifica, che si spingono fin dove permette il combinato disposto di queste leggi con il sistema legale del paese, basato sulla costituzione come fonte primigenia del diritto. Il concetto di libertà di parola viene spesso garantito dalle stesse leggi che proteggono la libertà di stampa, dando in questo modo gli stessi diritti ai mezzi di comunicazione di massa ed ai singoli individui. La codificazione del diritto alla conoscenza, diritto umano universale che è oggetto di iniziative a livello sovranazionale, che discendono dalla stessa formulazione della dichiarazione universale dei diritti dell'uomo, agisce su ambedue questi versanti: da un lato critica lo Stato che "si ritrae dinanzi al cattivo utilizzo dei mezzi di comunicazione di massa (segnatamente quelli pubblici, ma non soltanto)"; dall'altro lato si richiede di «garantire al massimo la possibilità di essere protagonisti nella produzione della conoscenza (e questo implica diritto di accesso alla tecnologia e ostilità alla censura)».

### Imass mediacome il quarto potere
La nozione della stampa come Quarto potere viene a volte utilizzata per collocare i media tra i poteri dello Stato democratico, aggiungendoli ai tre poteri teorizzati da Montesquieu (legislativo, esecutivo e giudiziario). Si cita spesso Edmund Burke che avrebbe detto: "Tre Stati nel Parlamento; ma laggiù nella galleria dei giornalisti, risiede un Quarto Stato molto più importante rispetto a tutti gli altri".
La libertà di stampa è una necessità per ogni società democratica.
Lo sviluppo della tradizione dei "media occidentali" segue parallelamente lo sviluppo della democrazia in Europa e negli Stati Uniti. A livello ideologico, i primi fautori della libertà di stampa furono i pensatori liberali del XVII e XIX secolo. Essi svilupparono le loro idee in contrapposizione alla tradizione monarchica in generale ed al diritto divino dei re in particolare. Questi teorici liberali sostennero che la libertà di espressione era un diritto richiesto dagli individui e che si basava sulla legge naturale. Dunque, la libertà di stampa era parte integrante dei diritti individuali promossi dall'ideologia liberale.
Altre correnti di pensiero successivamente presentarono argomentazioni a favore della libertà di stampa senza dover per forza basarsi sulla controversa questione della "legge naturale"; ad esempio, la libertà di espressione cominciò ad essere ritenuta come una componente essenziale del "contratto sociale" (L'accordo basico tra le strutture di uno stato ed il suo popolo riguardo ai diritti e ai doveri che il governo ed ogni parte della società doveva concedere ed accettare rispetto alle altre).
All'interno del movimento operaio sostenitrice della libertà di stampa fu la pensatrice e rivoluzionaria tedesca Rosa Luxemburg.

## Storia

### Affermazione della libertà di stampa

#### Regno Unito
La Rivoluzione inglese del 1688 diede come conseguenza la supremazia del Parlamento sulla corona e, soprattutto, il diritto a "fare una rivoluzione". Il maggiore ispiratore teorico del liberalismo occidentale è stato John Locke. Afferma lo stesso Locke nel suo libro Due Trattati sul Governo: "avendo deciso di garantire alcune delle sue libertà basiche, proprie dello stato naturale (natural rights) al popolino in generale, l'individuo consegna alcuni dei suoi diritti in affidamento (trusteeship) al governo. Un contratto sociale viene stipulato dalle persone, e la Sovranità (il governo) riceve istruzioni per proteggere questi diritti individuali nell'interesse della gente".
Fino al 1694, l'Inghilterra aveva un elaborato sistema per la concessione delle licenze di stampa. Nessuna pubblicazione veniva consentita senza la bolla di una licenza rilasciata dal governo. Cinquant'anni prima, ai tempi della guerra civile, John Milton scrisse il suo manifesto Areopagitica. In questo foglio Milton argomentava energicamente contro questa forma di censura governativa e si faceva beffe dell'idea, scrivendo:
(John Milton nel suo manifesto Aeropagitica)
Anche se a quell'epoca ebbe poco effetto per fermare la pratica della licenza governativa, sarebbe stato visto nei secoli posteriori come una pietra miliare nel cammino verso la libertà di stampa. L'argomento centrale proposto da Milton era che l'individuo è capace di utilizzare la ragione per saper distinguere il bene dal male, il corretto dall'incorretto. Per poter sviluppare la capacità di esercitare questa abilità razionale nel modo giusto, l'individuo deve avere un accesso illimitato alle idee degli altri suoi concittadini in un “libero ed aperto incontro”. Negli scritti di Milton si sviluppa il concetto della “piazza del mercato aperto delle idee”: "quando le persone espongono argomenti discordanti oppure opposti, i buoni argomenti prevalgono". Una forma di discorso che era ampiamente limitata in Inghilterra era quella che si basava sulla legge del libello sedizioso che rendeva il criticare il governo un crimine. Il Re era da considerarsi al di sopra di qualsiasi critica pubblica ed ogni affermazione che criticasse il governo era proibita, questo secondo la Corte inglese della Star Chamber. L'aver affermato la verità non costituiva un fatto discolpante nell'accusa di libello sedizioso, dal momento che l'obiettivo era semplicemente il prevenire e punire qualsiasi forma di condanna dell'opera di governo.

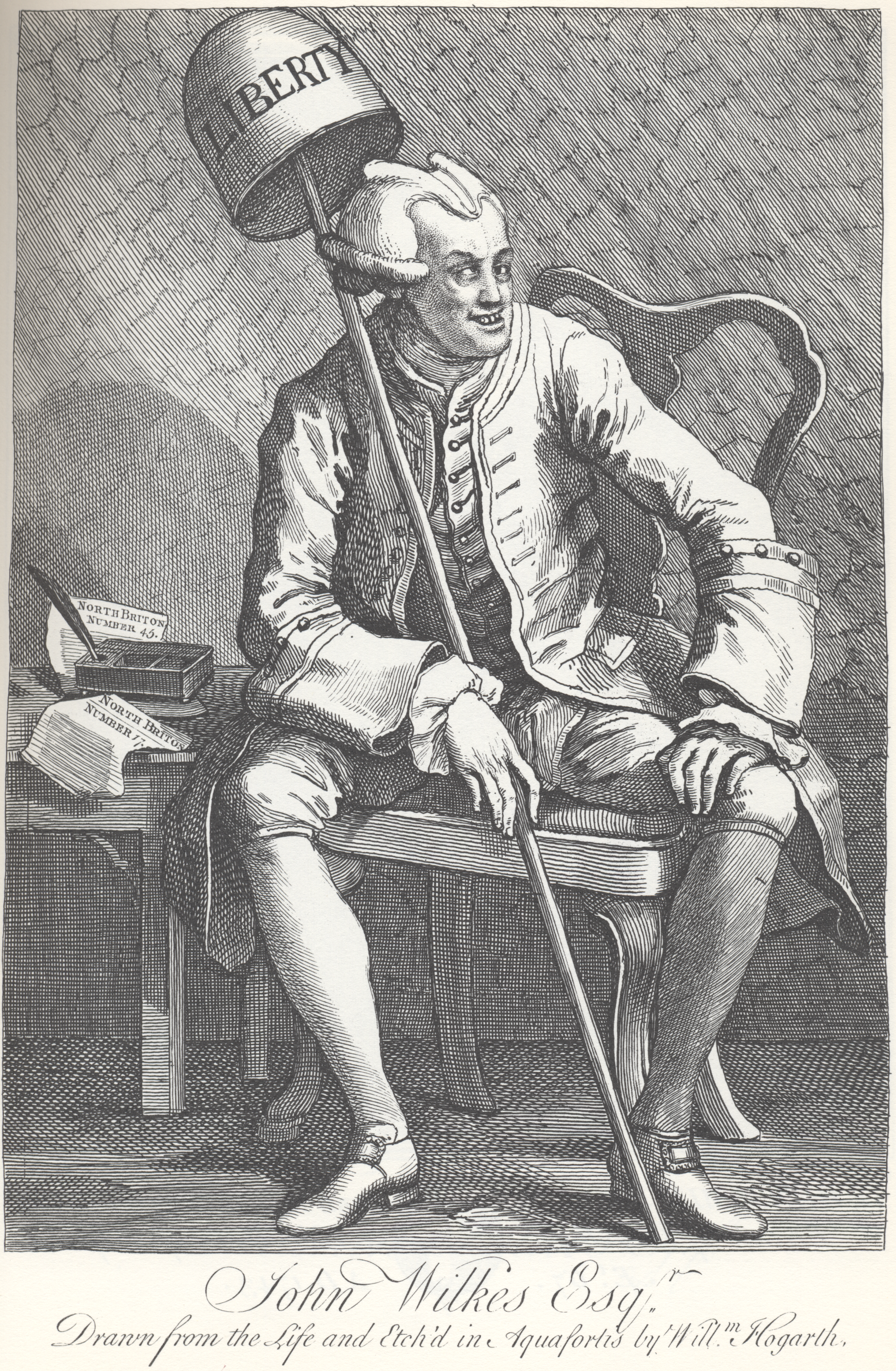
Un'incisione satirica di William Hogarth, che ritrae John Wilkes con una parrucca luciferina, occhi strabici e due edizioni del "North Briton": il n° 17 e il n° 45, che attaccava la politica estera del governo britannico.

John Wilkes (1725-1797) fu un coraggioso fautore della libertà di stampa, che difese contro i tentativi assolutistici di re Giorgio III. In un suo articolo pubblicato sul North Briton il 23 aprile 1763 (n. 45), Wilkes criticò aspramente un discorso, preparato dal governo, che re Giorgio III aveva letto in Parlamento il 16 aprile. Secondo Wilkes il governo aveva nascosto la verità ai sudditi sulle trattative seguite alla vittoriosa guerra sulla Francia  in Nordamerica. Il governo affermava che la pace era “giusta”, mentre aveva fatto generose concessioni alla Francia largamente sconfitta. La polemica che ne seguì costrinse il primo ministro, John Stuart, alle dimissioni.
Il giornalista ebbe pesantissime conseguenze legali ma infine riuscì ad ottenere la libertà per i giornali di criticare il governo e di riportare testualmente le sedute parlamentari.
John Stuart Mill si avvicinò al problema dell'autorità contro la libertà dal punto di vista di un utilitarista del XIX secolo: l'individuo ha il diritto di esprimersi fintanto che non danneggi gli altri individui. La società giusta è quella nella quale il più grande numero di persone godono della più grande quantità possibile di felicità. Applicando questi principi generali di libertà alla libertà di stampa, Mill afferma che se noi riduciamo al silenzio un'opinione, potremmo ridurre al silenzio la verità. La libertà individuale di espressione è dunque essenziale per la salute della società. 	
L'applicazione di Mill dei principi generali di libertà è espressa nel suo libro Saggio sulla libertà:
(John Stuart Mill, nel suo "Saggio sulla libertà")

#### Stati Uniti
Il magnate John Hancock fu il primo editore di giornali nelle Colonnie britanniche del Nord America. La legge stabiliva che giornali venissero pubblicati "per autorità," cioè sotto licenza dei governatori coloniali.

Il primo giornale che ebbe regolari pubblicazioni fu il Boston News-Letter di John Campbell, che uscì settimanalmente sin dal 1704. I primi stampatori coloniali erano soggetti ad un doppio regime: quello di
tenutari dei servizi postali e di funzionari delle presse governative, e dunque era molto improbabile che criticassero le politiche dei governatori delle colonie.
Probabilmente il primo giornale indipendente delle colonie inglesi in America fu il New-England Courant, pubblicato a Boston da James Franklin a partire dal 1721. Pochi anni dopo, suo fratello minore, Benjamin Franklin, acquistò la Pennsylvania Gazette di Filadelfia, che fu il giornale più letto dell'era coloniale.
Durante l'era coloniale i giornali non avevano bisogno di licenza, ed erano liberi di sostenere punti di vista contrari a quello del governatore, ma potevano essere denunciati dalla pubblica autorità per la pubblicazione non autorizzata di libelli anti-governativi o addirittura per sedizione, se le loro opinioni minacciassero la posizione ufficiale del governo.
La sentenza «J. P. Zenger / Governatore coloniale di New York»
La nascita della nozione di "libertà di stampa" (successivamente fissata dalla Costituzione degli Stati Uniti), viene generalmente fatta risalire alla sentenza emanata il 5 agosto 1735 per il caso «Zenger / governatore coloniale di New York».
John Peter Zenger, editore del New York Weekly, era stato denunciato dal governatore Cosby, che voleva conoscere a tutti i costi il nome del collaboratore che scriveva pezzi satirici contro di lui. Zenger venne messo in carcere, ma tenne duro e non fece nomi. Dopo otto mesi di carcere si celebrò il processo. Il suo avvocato difensore, Andrew Hamilton, convinse la giuria argomentando che pubblicare la "verità" non costituisce un atto di sedizione (cosa contrastante con la legislazione britannica di allora).

I dodici giurati non si fecero intimorire dal governatore ed assolsero Zenger, sancendo così il diritto di critica da parte della stampa.

Nonostante venisse creato un precedente, negli anni successivi i governatori coloniali e le assemblee elettive continuarono ad esercitare il potere di denunciare ed anche imprigionare gli stampatori per aver pubblicato opinioni dissenzienti.
Durante la Rivoluzione americana, la stampa libera venne identificata dai leader rivoluzionari come uno degli elementi della libertà che essi desideravano preservare. La Dichiarazione dei diritti della Virginia (1776) proclamò che "la libertà di stampa è uno dei più grandi bastioni della libertà e non potrà mai essere ristretta se non da governi dispotici." Allo stesso modo, la Costituzione del Massachusetts (1780) dichiarava: "La libertà non dovrebbe essere ristretta in questo commonwealth".

Prendendo spunto da questi esempi, il primo Emendamento della Costituzione degli Stati Uniti pose misure restrittive al Congresso che impedirono porre dei limiti alla libertà di stampa e al diritto di libertà di parola, molto strettamente associato.

##### Utilizzo del XIV emendamento nelle sentenze
Nel 1931, la decisione della Corte suprema degli Stati Uniti nella causa Near / Minnesota utilizzò il XIV Emendamento della Costituzione degli Stati Uniti per applicare la libertà di stampa ai vari singoli stati dell'unione. Altre cause di rilevanza riguardo alla stampa libera sono state:
- The New York Times Company / gli Stati Uniti: la Corte suprema difese il diritto a pubblicare i Quaderni del Pentagono.
- The New York Times Company / Sullivan: la Corte decise che per dichiarare che parole scritte siano da considerare un libello, esse devono prima di tutto, dimostrarsi false. Deve anche essere pubblicato con un intento deliberato di rovinare la reputazione di qualcuno.

Nel procedimento Branzburg / Hayes (1972), la corte stabilì dei limiti nel diritto della stampa a rifiutare un'ingiunzione da una Alta corte appellandosi alla libertà di stampa. L'oggetto in questione deciso nel caso era se un giornalista potesse rifiutarsi di "apparire e testimoniare davanti alle corti degli Stati e della Alta corte federale" dichiarando per sottrarsi all'ingiunzione "che tale comparsa e testimonianza coinvolge la libertà di parola e di stampa garantita dal primo emendamento." La decisione 5-4 era che un tale tipo di protezione non veniva affatto fornito dal primo emendamento.
Libertà di stampa e segreto di Stato
Nel 1971, la Corte suprema, nella sentenza relativa ai Pentagon Papers, stabilì un livello molto alto di protezione della libertà di stampa:
(New York Times Co. v. United States, 403 U.S. 713, 714 (1971).)
Eccezioni rilevanti
- Nel 1798, poco dopo la proclamazione della Costituzione degli Stati Uniti il partito al governo, il Partito Federalista cercò di soffocare le critiche tramite la legge detta "Alien and Sedition".[11] Queste restrizioni alla libertà di stampa divennero molto impopolari e sul lungo termine danneggiarono l'immagine dei "federalisti americani".

Infatti Thomas Jefferson era tra coloro che si opposero a quella legge, e quando venne eletto Presidente nell'elezione presidenziale del 1800 si impegnò per abolirla. Jefferson concesse l'indulto a coloro che erano stati condannati in base alla legge sulla sedizione. Non veniva chiesto agli imputati cosa avessero fatto, ma soltanto se erano stati accusati per via della legge "Alien and Sedition".
Nel suo primo discorso inaugurale nel 1801, sottolineò il suo lungo impegno in difesa della libertà di parola e di stampa:
(Thomas Jefferson, nel suo discorso di indirizzo alle camere del 1801)
- Nel 2005 negli Stati Uniti, una certa interpretazione del Bipartisan Campaign Reform Act potrebbe considerare le dichiarazioni politiche da parte di "personaggi rilevanti" come l'equivalente di donazioni alla campagna elettorale. Dal momento che l'accesso alle affermazioni su Internet è debolmente monitorato, il valore politico in campagna di certe prese di posizione non è noto in anticipo e se si determinasse che il valore monetizzabile ultimo fosse elevato, questo potrebbe scatenare grosse multe per la violazione della legge sui contributi elettorali. Questa visione minaccia particolarmente le prese di posizione manifestate su Internet da parte dei singoli individui, e le definizioni ambigue di appartenenza alla stampa rendevano i possibili effetti legali molto ambigui.

#### India
Nella Costituzione dell'India la parola "stampa" non viene menzionata. La stampa in India deriva la sua libertà come conseguenza dell'interpretazione dell'Articolo 19(1)(a) della Costituzione indiana che afferma: "Tutti i cittadini hanno il diritto alla libertà di parola ed espressione".
Comunque il precedente articolo ha una sottoclausola (2) che impone restrizioni sotto le quali la libertà garantita dall'Articolo 19(1)(a) può essere revocata. L'Articolo 19(2) afferma che questo diritto può essere limitato soltanto per legge dello Stato per ragioni di: "sovranità ed integrità dell'India, la sicurezza dello Stato, relazioni amichevoli con stati stranieri, ordine pubblico, preservazione della decenza pubblica, preservazione della moralità, in relazione alle manifestazioni di disprezzo alla corte, di diffamazione, oppure per l'incitamento a compiere un reato".
Molte leggi sono state usate per frenare la libertà di stampa in India. Alcune delle più severe leggi sono l'Official Secrets Act e il Prevention of Terrorism Act(PoTA). Secondo il PoTa (Atto per la Prevenzione del Terrorismo) chiunque potrebbe essere arrestato dalla polizia o dall'esercito, se questi pensassero che la persona sia stata in contatto con un terrorista o un gruppo terroristico e che potrebbe essere un pericolo per la sicurezza dello stato. Questo ha fermato i giornalisti dall'usare completamente le loro fonti, e li ha costretti a utilizzare fonti più sicure come ufficiali di governo, e ciò ha ridotto drammaticamente l'efficacia della stampa. Il PoTa è stato abolito dalla Alleanza Progressista Unita, quando fu eletta al governo, ma successivamente alla sua caduta si è ripreso ad utilizzare la legge contro la sedizione di epoca coloniale per reprimere le "attività antinazionali" anche quando consistono in mere espressioni del pensiero.

### Repressione della libertà di stampa

#### Russia sovietica
Il regime comunista represse la libertà di stampa fin dalla sua nascita.  Immediatamente dopo la presa del potere dei bolscevichi furono requisite le biblioteche private con più di 500 volumi. Il decreto sull'editoria statale, del 29 dicembre 1917, stabilì che la responsabilità della pubblicazione delle opere letterarie sarebbe spettata unicamente all'Accademia delle Scienze, riformata ”in conformità al nuovo ordinamento statale e sociale della Russia”.

Un passo ulteriore per rafforzare il monopolio statale fu fatto nel 1919, quando fu attribuito al Gosizdat (la neonata casa editrice di stato) il diritto esclusivo alla pubblicazione dei classici, sia degli autori contemporanei, sia di quelli del passato.
Successivamente si cominciò ad eliminare quello che era stato stampato prima dell'avvento al potere dei soviet: al regime non bastò tacitare il dissenso, si voleva rendere impensabile l'esistenza stessa di un'opposizione.
Furono redatte liste nere degli autori dell'opposizione. Era sufficiente, per insospettire i censori di regime, essere di nazionalità non russa, addirittura poteva bastare la citazione nell'opera del nome di un “nemico del popolo”. Alla ricerca parossistica di qualsiasi traccia di dissenso, i censori andarono ad analizzare, nelle poesie, gli acrostici fatti con le prime lettere di ogni verso, per verificare che non formassero slogan antiregime. Si giunse a prendere in considerazione anche gli acrostici fatti con le seconde lettere di ogni verso.
Nel 1929 vi era una lista nera composta da duemila titoli, nel 1938 si arrivò a cinquemila, per circa dieci milioni di libri. Nel 1948 si ebbero seimila titoli. Fu organizzato il rogo di libri: nel solo mese di luglio 1935 e nella sola Leningrado si ha notizia di oltre 20.000 libri bruciati. Secondo dati ufficiali, nel 1938-39 vennero distrutti 16.453 titoli per più di 24 milioni di esemplari, mentre nel 1940 furono distrutte tutte le opere di 362 autori.
Di un autore caduto in disgrazia, non venivano solamente bruciate le opere: veniva cancellata la sua presenza anche da cataloghi, bibliografie, dizionari (citazioni esplicative di un concetto), enciclopedie. Divenne proverbiale la storia della voce “Berija” nella Grande enciclopedia sovietica. Nel 1954, subito dopo la sua eliminazione, si volle eliminare anche la sua memoria. Ai possessori dell'enciclopedia fu inviato per posta un quartino con un nuovo testo che sostituiva la vecchia voce con una serie di ritocchi di voci contigue. Per indurre i destinatari ad eseguire effettivamente quanto richiesto, il tutto fu accompagnato da un fogliettino di istruzioni.

#### Italia fascista
A partire dal 1923 il regime fascista procedette alla progressiva soppressione della libertà d'informazione.
Nel dicembre 1925 la stampa di opposizione fu colpita duramente attraverso l'emanazione di una legge speciale (l. 31 dicembre 1925) che riconobbe come illegali tutte le testate non in linea con il regime.
Dopo l'8 settembre 1943, la repressione della libertà di stampa continuò nella Repubblica Sociale, mentre il resto della penisola venne gradualmente liberato dalle forze alleate.

#### Germania nazista
La dittatura di Adolf Hitler soppresse completamente il diritto alla libertà di stampa. Ai giornalisti non era permesso dire nulla contro Hitler, il nazismo ed i nazisti altrimenti avrebbero rischiato la prigione in campo di concentramento, a volte estesa anche ai propri familiari, se non si ordinava l'esecuzione immediata come traditori. La propaganda era sempre usata dai nazisti nei loro giornali e negli altri mezzi di comunicazione.
La propaganda nella Germania nazista era accanitamente dedita alla falsificazione sistematica di tutta la storia tedesca, soprattutto glorificando gli aspetti marziali e guerreschi, sin dall'epoca ancestrale delle prime tribù germaniche. Costantemente incentivava l'odio verso Francia, Stati Uniti ed Inghilterra e mirava a creare il mito della razza suprema tedesca e della inferiorità razziale e culturale degli ebrei. Inoltre mirava a sradicare l'ampia tradizione del Cristianesimo tedesco ed a sostituirlo con una serie di miti neopagani, vitalistici e nietzchiani, mescolati con idee esoteriche, di tipo reincarnazioniste proprie dell'Induismo simili a quelle della Golden Dawn.
Inoltre sottolineava come ogni problema mondiale in generale e tedesco in particolare, dipendesse da un complotto giudeo-plutocratico-massonico globale, e tendeva a spiegare moltissimi eventi e situazioni in base a questa teoria, basandosi sui "presunti" Protocolli dei Savi di Sion.
Nel campo dell'arte, per l'influenza dei gusti pittorici del paesaggista Adolf Hitler (che p.es ammirava Arnold Böcklin) si dedicava alla denigrazione sistematica delle varie avanguardie artistiche come l'astrattismo, il cubismo, il dadaismo, l'espressionismo, l'impressionismo, che definivano "arte degenerata".
L'effetto più nefasto della assenza di libertà di stampa nella Germania Nazista (ma anzi una mancanza totale di libera circolazione delle idee, dovuta al regime ed alla guerra) è stato l'Olocausto degli ebrei, che si pensavano soltanto deportati nei campi di lavoro, nonché la distruzione quasi totale e la divisione della Germania, già praticamente sconfitta, ma che in base alla propaganda nazista aveva ancora qualche possibilità di vittoria.

#### Algeria
Le condizioni di lavoro dei giornalisti in Algeria sono cambiate a partire dall'indipendenza nel 1962. Dopo il 1990, il Codice della Stampa è stato abrogato, permettendo così una maggiore libertà di stampa. Comunque, a partire dallo scoppio della guerra civile negli anni novanta, sono stati assassinati più di 70 giornalisti, sia da parte delle forze di sicurezza che degli islamisti.
Più recentemente, il Presidente Abdelaziz Bouteflika ha ordinato la chiusura di molti giornali, ha fatto imprigionare giornalisti come Mohammad Benchicou, direttore di Le Matin e autore di una biografia critica di Bouteflika, facendolo condannare nel 2004 a due anni di prigione e costringendo altri giornalisti all'esilio, prevalentemente in Francia.
L'indice di Reporter senza frontiere (RSF) per la libertà di stampa dà approssimativamente 40 per l'Algeria da cinque anni (sebbene la cifra sia aumentata, il che significa una minore libertà di stampa).
Tra gli organi di informazione colpiti dalla censura in Algeria negli ultimi anni sono da ricordare il quotidiano La Tribune, chiuso nel 1996, il giornale El Watan, più volte attaccato nel 1998 sia dal governo che dagli Islamisti, e il blog Sam, censurato nel marzo 2006. Giornalisti di Liberté e di Le Matin sono stati costretti ad andare in esilio in Francia.
Il 7 febbraio 2007 le autorità algerine hanno bloccato un convegno sul tema ancora controverso delle "sparizioni" che si verificarono negli anni novanta nel corso della guerra civile, intitolato "Pour la Vérité, la Paix et la Conciliation" (Per la Verità, la Pace e la Conciliazione) e organizzato da varie associazioni di diritti civili (soprattutto rappresentanti delle famiglie degli scomparsi). Inoltre, i critici della controversa Carta per la pace e la riconciliazione nazionale, adottata il 29 settembre 2006, sono stati presi di mira dalle autorità, che utilizzano vari metodi di intimidazione, compresi i processi, contro avvocati e difensori dei diritti umani.

## Indici mondiali della libertà di stampa
Due organizzazioni non governative (ONG) molto note nel mondo, Reporter Senza Frontiere e Freedom House, stilano ogni anno una classifica delle nazioni in termini della libertà di stampa. Entrambe utilizzano criteri propri:
- Reporter senza frontiere invia un sondaggio ai giornalisti che sono membri di organizzazioni ad essa affiliate, oltre che a specialisti quali ricercatori, giuristi e attivisti per i diritti umani. Il sondaggio pone domande su eventuali attacchi ai giornalisti e ai media, su cause indirette di pressioni contro la libertà di stampa, come quelle fatte sui giornalisti da gruppi non governativi. Reporter Senza Frontiere considera anche il numero di giornalisti uccisi, espulsi o aggrediti in qualsiasi modo, e l'esistenza di un monopolio di stato nella TV e nella radio, e registra anche la possibile esistenza di casi di censura ed auto-censura nei media, per giungere ad una valutazione dell'indipendenza complessiva dei media nei vari paesi e delle difficoltà che i giornalisti stranieri possono affrontare;
- Freedom House confronta la legislazione di un Paese (il livello di libertà di stampa "teorico"), con l'ambiente politico ed economico reale, per determinare se esistano rapporti di dipendenza tra i giornalisti e il potere.

Per entrambe le ONG il concetto di indipendenza della stampa è strettamente legato al concetto di libertà di stampa. Inoltre la libertà di stampa è utile per tutto e in parte inviolabile.

### Reporter senza frontiere
Situazione molto grave
     Situazione difficile
     Problemi notevoli
     Situazione soddisfacente
     Situazione buona
     Non classificato
Secondo Reporter Senza Frontiere, più di un terzo della popolazione mondiale vive in nazioni dove non esiste libertà di stampa. Inevitabilmente, queste persone vivono in stati dove non esiste un sistema democratico o dove esistono gravi carenze nel processo democratico.
La libertà di stampa è un concetto estremamente problematico per molti sistemi non democratici di governo in quanto, nell'era moderna, lo stretto controllo dell'accesso all'informazione è critico per l'esistenza della maggior parte dei governi non democratici e dei sistemi di controllo e degli apparati di sicurezza a loro associati. Per questo fine, molte società non democratiche impiegano agenzie di stampa a conduzione statale per promuovere la propaganda che è essenziale per mantenere la base di potere politico esistente e per sopprimere (spesso molto brutalmente, tramite l'uso di polizia, esercito o servizi segreti) qualsiasi tentativo significativo, da parte dei media o dei singoli giornalisti, di sfidare la "linea governativa" approvata su questioni contese. In tali paesi, i giornalisti operano ai limiti di ciò che viene ritenuto accettabile e si trovano spesso soggetti a considerevoli intimidazioni da parte di rappresentanti dello stato. Queste possono andare dalle semplici minacce alla loro carriera professionale (licenziamento, lista di proscrizione) alle minacce di morte, rapimento, tortura e assassinio.
Reporter Senza Frontiere ricorda che, nel 2003, 42 giornalisti persero la loro vita svolgendo la loro professione e che, nello stesso anno, almeno 130 giornalisti finirono in prigione per via della loro attività.
Nel 2005, 63 giornalisti e 5 collaboratori sono stati uccisi in tutto il mondo.
- In Nepal, Eritrea e Cina i giornalisti possono passare anni in prigione solo per il fatto di aver usato la parola o la foto sbagliata.[16]
- Il caso di Georgiy R. Gongadze in Ucraina.

### Rapporto Freedom House
Dal 1980 Freedom House analizza la libertà di stampa in 195 Paesi e territori, assegnando dei valori in base a categorie oggettive. Ad ogni paese è assegnato un punteggio che va da 0 (il migliore) a 100 (il peggiore) sulla base delle risposte a un questionario di 23 domande.
I paesi che ottengono da 0 a 30 punti hanno una totale libertà di stampa; in quelli che ottengono un punteggio da 31 a 60 la libertà è considerata parziale; i paesi che ottengono un punteggio da 61 a 100 non hanno libertà di stampa.